# پسر حاجی باباجان
پسر حاجی باباجان نام اثری طنز از طنزپرداز معروف ایران، ایرج پزشکزاد است که در تابستان سال ۱۳۸۷ خورشیدی توسط انتشارات پژوهه چاپ شده‌است. کتاب به صورت نمایش‌نامه بوده و در سه پرده و دو میان پرده به رشتهٔ تألیف درآمده است.
پسر حاجی باباجان، مانند دیگر کتاب‌های ایرج پزشکزاد بسیار ساده و روان نوشته شده‌است. شخصیت پردازی مناسب و بیان کامل واکنش‌های نسبت به وقایعی که اتفاق می‌افتد درست و مناسب بیان شده‌است. گرچه سال‌ها از نگارش اثر معروف دایی جان ناپلئون (کتاب) و سریالی با همین عنوان به نام دایی‌جان ناپلئون (مجموعه تلویزیونی) گذشته است اما در طول متن بارها و بارها می‌توان رنگ و بوی آن را در این کتاب نیز مشاهده کرد. حتی می‌توان به نوعی مشابه سازی نیز اشاره نمود.
- جعفر مانند سعید نقطه آغازی و پایانی داستان و عاشق سینه‌چاک مینو است.
- سیروس مانند اسدالله میرزا مردی اهل معاشرت با زن هاست که طبع شعری دارد و نقش محوری داستان را به دوش می‌کشد.
- حاج میرزاعلی آقا مانند دایی جان مرد سن و سال داری است که غالب شوخی‌ها با دست اندازی او و عقایدش به پیش می‌رود.
- مینو نیز مانند اختر یا زن شیرعلی با دلفریبی داستان را به پیش می‌برد و چشم‌نوازی می‌کند.

## اشخاص
- جعفر: معروف به جف - بیست و دوساله با کمی لکنت زبان که بیشتر در بیان "می"های اول کلمه مشکل دارد.
- سیروس: سی و هشت نه ساله - مهندس
- حاجی میرزا علی آقا: پدر جف - پنجاه و هفت هشت ساله
- مینو: دختر جوان - بیست و شش هفت ساله
- میس ناتالی: همان مینو با قیافه مبدل

## خلاصه داستان
جعفر عاشق مینو است ولی مینو به او محل نمی‌گذارد و در نتیجه تصمیم به خودکشی می‌گیرد و برای نوشتن نامهٔ خداحافظی از دنیا و مینو که خیلی هم پرسوز و گداز باشد شعری هم چاشنی آن می‌کند. از شاعری به نام الف. میم. پدیده، استفاده کرده و برای رساندن آن به دست مینو از سیروس کمک می‌گیرد. سیروس برای جلوگیری از خودکشی وی به نزد او می‌آید و طوری که خود جعفر هم متوجه نمی‌شود، وی را منصرف می‌کند و برای این که جعفر پولی بدست آورد و کار و کاسبی راه بیندازد، شاید کسانی چون مینو به او روی خوش نشان بدهند نقشه‌ای می‌کشد و حاجی میرزا علی آقا را که از خرید و فروش ملک در ایران به نان و نوایی رسیده را به آمریکا می‌کشانند و …

## قسمتی از کتاب
زیباترین بخش کتاب به نظر من جایی است که الف. میم. پدیده از پشت تلفن شعری را می‌خواند و جعفر آن را می‌نویسد. دو سه خطی از این گفتگو را با هم می‌خوانیم:
- پدیده: عشق را سقراط وار…
- جف: (درحال نوشتن) عشق را چی چی بار؟
- پدیده: وار، نه بار. سقراط وار. سقراط حکیم نشنیدی؟
- جف: چرا می‌می‌دانم. یک حکیم سقراط بود توی محله‌مان. ما بچه که بودیم (می‌خندد) بی انصاف هی فلوس و سولفات دوسود به نافمان می‌می‌بست.
- پدیده: عشق را سقراط وار در جام نگاه تو سرکشیدیم.
- جف: سرکشیدیم؟ مثل شربت؟
- پدیده: آره. سر سطر، و ازلی‌ترین اندوهمان را با داغ سوگ سرود، سر سطر.
- جف: با داغ چی چی رود؟